# 候选人赛

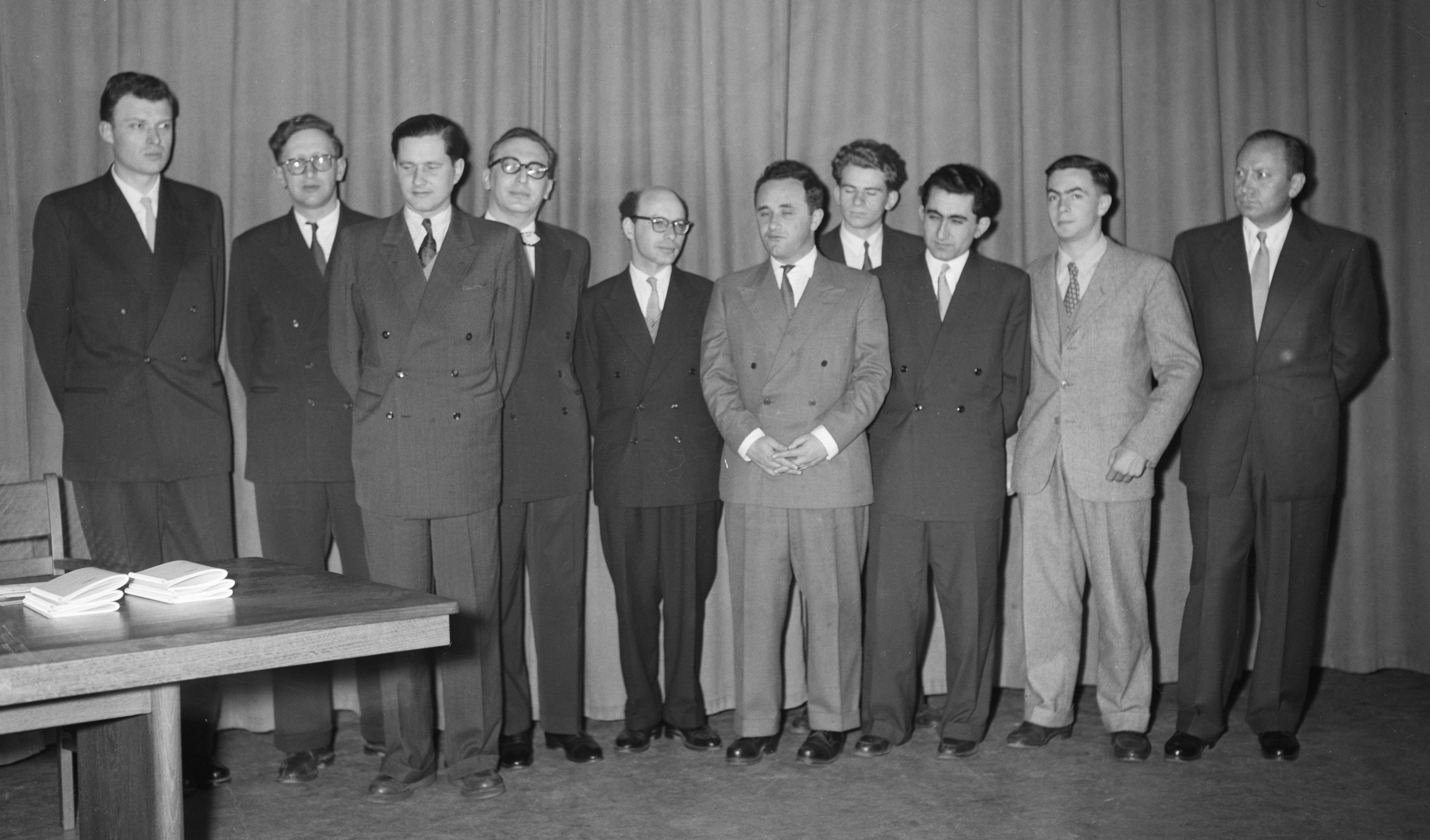
参加1956年阿姆斯特丹候选人赛的十位棋手

世界冠军候选人赛（英語：Candidates Tournament）是决定国际象棋世界冠军挑战者的资格赛，由世界国际象棋联合会于1950年起举办。比赛的胜利者将与卫冕世界冠军争夺新的国际象棋世界冠军。
入围每届候选人赛的棋手并不固定，从8至15人不等。起初，大多棋手是通过区际赛（Interzonal）进入候选人赛的，虽然也有少数棋手由其他渠道直接获得候选人赛的参赛资格。1965年前的候选人赛使用的是循环赛，此后则改为淘汰赛。1995－1996年的候选人赛的参赛棋手中则包括了卫冕冠军阿纳托利·卡尔波夫，比赛的获胜者便直接成为了世界冠军。1996年起国际棋联停办了候选人赛。
2007起，随着国际棋联与职业棋协的统一，候选人赛重新恢复，国际象棋世界杯与国际棋联大奖赛成为了争夺候选人资格的赛事。